# Alexander Nevskikerk (Vilnius)
De Kerk van de Heilige grootvorst Alexander Nevski is een orthodoxe kerk in het district Naujinnikai van de Litouwse hoofdstad Vilnius. De kerk werd gebouwd in de jaren 1896-1898 en gesloten door het atheïstische regime van de Sovjet-Unie in 1959. Na de teloorgang van de Sovjet-Unie werd het gebouw in 1990 teruggeven aan de Russisch-orthodoxe Kerk, maar vanwege de vernietiging van het interieur tijdens de sluiting van de kerk werd de kerk pas officieel heropend op 6 december 2012. De kerk staat op een hoog punt in de stad en is in de verre omtrek te zien. 

## Geschiedenis
In 1895 diende de Orthodoxe Broederschap van de Heilige Geest een verzoek bij de lokale overheid in om een nieuwe orthodoxe parochie kerk te bouwen in de zuidelijke wijken van Vilnius. Het jaar daarop begon de Russische architect Michail Prozorov met de voorbereiding van de bouwplannen, die voorzagen in een bakstenen kerk en een parochieschool met gescheiden lokalen voor jongens en meisjes. Het gebouw kwam in oktober 1898 gereed en werd in dezelfde maand ingewijd door de orthodoxe aartsbisschop van Vilnius en heel Litouwen, Iuvenalius (Polovstsev).
De kerk bleef tijdens de Eerste Wereldoorlog in functie, toen vrijwel alle orthodoxe kerken in Vilnius werden gesloten. De school echter werd wel gesloten in 1915. In 1937 werden de schoolgebouwen herbouwd om er een orthodox vrouwenklooster te kunnen huisvesten. De nonnen coördineerden samen met de parochie een renovatie van de kerk en legden naast de kerk een tuin aan. In 1944 liepen de kerk en het klooster tijdens de bombardement op de stad grote beschadigingen op. De nonnen echter slaagden er met ondersteuning van de parochie in de kerk te herbouwen en in 1951 werd het kerkgebouw opnieuw ingewijd.

## Sluiting
In juni 1959 verordonneerde de Sovjet-regering de sluiting van zowel het klooster als de Alexander Nevskikerk. De gelovigen zonden een brief aan Nikita Chroesjtsjov met het verzoek om de enige orthodoxe kerk in het zuidelijke deel van de stad niet te sluiten, maar het verzoek werd afgewezen. De laatste nonnen verhuisden uit het klooster in augustus 1960. De lege kerk werd in beslag genomen door het Ministerie van Cultuur van de Litouwse SSR en omgezet in een pakhuis en in het klooster werd een internaat voor moeilijk opvoedbare tienermeisjes ondergebracht.

## Teruggave en heropening
In 1990 werd de kerk teruggegeven aan het Russisch-orthodoxe bisdom Vilnius en geregistreerd als parochiekerk. Vanwege het gebrek aan middelen voor de renovatie en de volledige vernietiging van het interieur van de kerk kon men echter geen diensten in de kerk vieren.
Net voor 2012 werden de renovatiewerkzaamheden eindelijk afgerond. De heropening vond plaats op de feestdag van de kerkpatroon, in december 2012. De kerk is tegenwoordig weer een parochiekerk. Enkele weken later werd in de kerk voor het eerst na 52 jaar weer een doopplechtigheid gevierd. 